# Selena Dukić
Selena Dukić (Rača, 1910 – Golnik, 1935) bila je srpska književnica, novinarka i književna kritičarka.

## Biografija
Rođena 1910. godine, Selena sa pet godina ostaje bez oca Uđila koji je kao kapetan srpske vojske poginuo tokom austrougarske ofanzive protiv Srbije. Dve godine kasnije, umire joj i majka, Milka Dukić (rođena Savić). Bila je drugo od troje dece i sa svojim bratom i sestrom ostaje da živi sa bakom. 
Prve pesme joj objavljuje Milorad Petrović Seljančica u „Beogradskom listu“ 1917. godine. Pesme govore o ratnom periodu sa vrlo zrelom emocijom za njene godine. 
U Beogradu završava Trgovačku akademiju i karijeru započinje kao saradnik lista „Vreme“ 1927. godine. Tu se profiliše kao knjževni kritičar, pišući o književnosti i umetnosti. Dragan Aleksić će 1930. godine, govoreći o književnoj kritici u beogradskoj štampi, istaći „specijalan žanr i umešnost, kao i kvalitet stila i objektivnost odlične kritičarke g-ce Selene Dukić“.
U tom periodu Selena počinje da piše i priče, koje joj objavljuje Letopis Matice srpske, Vreme i Srpski književni glasnik. Tada upoznaje i velike srpske književnike poput Miroslava Krleže, Miloša Crnjanskog i Marka Ristića, kao i književnog kritičara Milana Bogdanovića sa kojim započinje ljubavnu vezu. Osamnaest godina stariji i oženjen, Bogdanović napušta svoju suprugu kako bi otpočeo život sa Selenom. Njihov zajednički dom u Beogradu postaje stecište okupljanja znamenitih beogradskih književnika. Zbog ovog skandala, Selena Dukić će se naći u žiži javnosti.
U zabeleškama Dragana R. Aćimovića koji 1961. godine objavljuje „Sa Crnjanskim u Londonu“, pominje se sukob Crnjanskog i Bogdanovića oko „svinjarije sa Selenom Dukić“.
1932. godine Selena postaje član redakcije lista „Politika“, a 1934. godine putuje u Jerusalim, odakle Politici šalje zapažene reportaže. 

## Bolest i smrt
1935. godine Selena oboleva od tuberkoloze i odlazi u Sloveniju na lečenje. U proleće te godine vraća se u Beograd gde objavljuje anketu o pravu glasa za žene. Smatrala je da „žena, međutim, nije punopravni građanin zemlje, premda je s muškarcima izjednačena u svim dužnostima i odgovornostima.“
Ubrzo joj se stanje ponovo pogoršava i ona se vraća u sanatorijum u Golniku, gde i umire 1935. godine. 
Odlukom Skupštine grada Beograda iz 2019. godine, jedna ulica na granici Mirijeva i Karaburme, nazvana je po Seleni Dukić. 

## Bibliografija
Kratke priče
- Ja kao kći
- Građanska novela
- Trenutak kad sam bio antisemita

Romani
- Veliki i mali

2021. godine njena priča „Ja kao kći“ uvrštena je u zbirku priča „Nemiri između četiri zida“, koju je objavila izdavačka kuća Laguna sa tekstovima 25 zaboravljenih srpskih književnica. 